# Phyllonorycter nipigon
Phyllonorycter nipigon là một loài bướm đêm thuộc họ Gracillariidae. It is widespread across miền bắc Bắc Mỹ from Ontario to Alaska, phía nam đến Colorado và the Sierra Nevada Mountains of California.
Chiều dài cánh trước là 3.4-4.4 mm. Con trưởng thành bay từ cuối tháng 7 to cuối tháng 10 làm một đợt.
Ấu trùng ăn Populus balsamifera, Populus angustifolia, Populus fremontii, Populus nigra và Populus tremuloides. Chúng ăn lá nơi chúng làm tổ.